# Run Club
Ein Run Club (englisch für „Laufclub“ oder „Laufgruppe“), auch bekannt als Running Community oder Running Crew, bezeichnet eine informelle, meist nicht vereinsgebundene Laufgemeinschaft. Solche Gruppen organisieren sich unabhängig von klassischen Sportvereinen und basieren oft auf Eigeninitiative einzelner Personen oder Communities. Sie bieten eine niedrigschwellige Möglichkeit, gemeinsam zu laufen: Häufig mit Fokus auf Gemeinschaft, Spaß und Gesundheit statt auf Wettkampf und Vereinsbindung. 

## Entstehung und Entwicklung
Organisierte Lauftreffs haben in Deutschland eine lange Tradition. Im Gegensatz zu traditionellen Sportvereinen gibt es keine formalen Mitgliedschaften oder Verpflichtungen: Trainingszeiten, -orte und -inhalte werden meist basisdemokratisch abgestimmt oder von einem kleinen Organisatorenteam oft informell angekündigt. Viele Laufbegeisterte schließen sich Run Clubs an, um das Laufen als gemeinsames Erlebnis zu teilen. Run Clubs haben Jogging im Breitensport weiter popularisiert.  
Ein früh entstandener deutscher Run Club ist die 1977 gegründete Laufgruppe Haeder aus Stendal. Der Club nahm bis zur Wende an Landschaftsläufen im Harz, an der Ostsee und im Spreewald innerhalb der DDR teil und war Veranstalter von über 100 Sport-Events. Im Jahr 1986 formierte sich der Berliner Run Club Vorspiel, der schwule Berliner zum Laufen zusammenbrachte und seit 1993 auch Lesben mit einbezieht.
Durch soziale Medien wie Strava, Instant-Messenger wie Telegram oder WhatsApp sowie die Verbreitung von Fitness-Uhren entstanden in den letzten Jahren zahlreiche, lokal vernetzte Gruppen, die gemeinsame Läufe organisieren. Der Deutsche Leichtathletik-Verband (DLV) zählte bereits Mitte der 2010er Jahre rund 3.500 Lauf- und Walkingtreffs mit über 2 Millionen Teilnehmern im Bundesgebiet. Der Trend wird durch den gesellschaftlichen Wandel hin zu flexibleren Sportangeboten begünstigt. Gründer sind häufig Fitness-Coaches, Einzelpersonen und -gruppen und auch lokale Cafés, deren Geschäftsräume als Ausgangs- und Endpunkt für Läufe dienen. 
Die COVID-19-Pandemie verstärkte die Entstehung von Run Clubs zeitweilig noch, da gemeinsames Sporttreiben im Freien als Alternative zu geschlossenen Fitnessstudios an Popularität gewann. Heute existiert eine breite Palette an Running Communities, die vom gelegentlichen Spaßlauf bis zum ambitionierten Training für Marathonläufer alle Interessen abdecken. 
Moderne, urbane Run Clubs wie KRAFT Runners, die Berlin Braves oder das queere und frauengeführte Joy Run Collective bieten um Laufevents wie Marathons Events wie Pasta Partys (kohlenhydratreiches, gemeinsames Abendessen mit Motivationsreden vor einem Marathon) oder Shake Out Runs (lockeres Auslaufen einen Tag vor dem Marathon) an und vereinbaren während der Laufevents für Nichtläufer sogenannte Cheering Zones, in denen sich die zuschauende Community versammelt und die Laufenden der Run Clubs gemeinsam anfeuert. Einer der ersten modernen, urbanen Run Clubs, die sich über soziale Medien organisieren, ist der 2004 von Mike Saes gegründete Run Club Bridge Runners aus New York City, der die zahlreichen Brücken New York Cities läuferisch erkundet.

## Kommerzialisierung
Die Grenzen zwischen unabhängigen und kommerziellen Run Clubs sind fließend; unabhängige Communities etablieren mit wachsender Größe eigene Logos, Merchandise und Sponsoring-Partnerschaften, um ihren Mitgliedern einen Mehrwert über die Gemeinsamkeit hinaus anzubieten.
Sportartikel-Hersteller wie Adidas, Nike oder Maurten unterstützen Run Clubs gezielt durch Equipment oder Teilnahme-Möglichkeiten an Marathons. Diese organisieren auch eigene Run Clubs wie die Adidas Runners, die 33.000 Mitglieder zählt. Sie werden von Markenbotschaftern geführt, die sich Captains nennen, und bieten in der Regel kostenlose Trainings und nutzen zur Vernetzung markeneigene Apps wie die Adidas Running App oder der Nike Run Club-App.  
Solche Gruppen werden im Marketing „Brand Communities“ genannt und sind eng mit Marketing-Aktionen verknüpft - etwa dem Testen neuer Laufschuhe während der Treffen oder der Ausstattung der Teilnehmer mit Markenbekleidung. Darüber hinaus schaffen auch sportfremde Marken Run Clubs, wie die Gaffel Lauffreunde der Kölner Privatbrauerei Gaffel.